# Edwin Farrugia
Edwin Farrugia (15 luglio 1952) è un ex calciatore maltese, di ruolo difensore.

## Carriera

### Nazionale
Ha collezionato trentanove presenze con la propria Nazionale.